# リソロフィス目
リソロフィス目（学名 : Lysorophia）は、石炭紀からペルム紀に繁栄した、空椎亜綱に属する水生の両生類である。リソロフィス目の動物は小さなヘビに似て非常に長い体を持っていた。1科5属を含む。

## 概要
頭蓋骨は眼窩を持ち、軽くて開いている。また後前頭骨と頬骨の間は離れている。下顎骨は短く、上顎骨と前上顎骨は自由に動くことができる。
胴体は非常に長く、肋骨は小さくなっているか無くなっている。尾は短い。仙骨の数は99個に達する。
骨格や頭蓋骨のパターンは違っているものの、頭と脊椎の間の関節の形状から、リソロフィス目は細竜目の近縁種であるとされる。

## 分布
リソロフィス目は、ペンシルベニア紀後期からペルム紀前期に北アメリカ大陸に生息したと考えられている。ユタ州のサンフアン郡、イリノイ州のグランディ郡等で化石が発見されている。石炭紀のリソロフィス目はイングランドやアイルランドでも見つかっている。